# ۸۹۸ (خورشیدی)
۸۹۸ هشتصد و نود و هشتمین سال هجری خورشیدی است.